# Corinto, Minas Gerais
Corinto  este un oraș în unitatea federativă Minas Gerais (MG), Brazilia.